# Skate or Die – Deska lub śmierć
Skate or Die – Deska lub śmierć (ang. Skate or Die) – francuski film sensacyjny z 2008 roku w reżyserii Miguela Courtoisa.

## Opis fabuły
Mickey i Idriss są pasjonatami skateboardingu. Całe dnie poświęcają na jazdę na deskorolce po Paryżu oraz palenie trawki. Pewnego dnia stają się przypadkowymi świadkami gangsterskich porachunków i brutalnego morderstwa. Uwieczniają całe zdarzenie na telefonie komórkowym. Tym samym stają się celem dla bandytów.

## Obsada
- Elsa Pataky jako Dany
- Rachida Brakni jako Sylvie
- Philippe Bas jako Lucas
- Passi jako Sylla
- Idriss Diop jako Idriss
- Jean-Pierre Cormarie jako policjant
- Mickey Mahut jako Mickey